# آلن برادشاو
آلن برادشاو (انگلیسی: Alan Bradshaw; ۱۴ سپتامبر ۱۹۴۱ – ۱۸ اکتبر ۲۰۲۰) بازیکن فوتبال اهل بریتانیا بود.
از باشگاه‌هایی که در آن بازی کرده‌است می‌توان به باشگاه فوتبال کرو آلکساندرا، باشگاه فوتبال بلکبرن روورز، و باشگاه فوتبال مکلسفیلد تاون اشاره کرد.